# Epsilon Scuti
Désignations
Epsilon Scuti (ε Scuti / ε Sct) est une étoile binaire astrométrique présumée de la constellation de l'Écu de Sobieski. Elle est visible à l'œil nu avec une magnitude apparente de 4,89. Le système présente une parallaxe annuelle de 5,71 mas mesurée par le satellite Gaia, ce qui permet d'en déduire qu'il est distant d'environ ∼ 570 a.l. (∼ 175 pc) de la Terre. Il se rapproche du Système solaire à une vitesse radiale de −10 km/s.

## Propriétés
La composante visible du système est une géante lumineuse jaune de type spectral G8IIb. Elle est 403 fois plus lumineuse que le Soleil et sa température de surface est de 4 500 K. Epsilon Scuti possède cinq faibles compagnons visuels recensés dans les catalogues d'étoiles doubles et multiples, désignés Epsilon Scuti B à F
. Ils apparaissent n'être que des doubles purement optiques, dont la proximité avec le système n'est qu'une coïncidence.

## Nomenclature
ε Scuti était auparavant connue en tant que 3 Aquilae. En effet, John Flamsteed ne reconnaissait pas l'Écu comme une constellation à part entière et inclut plusieurs de ses étoiles dans la constellation de l'Aigle. La désignation « ε Scuti » fut attribuée à l'étoile non pas par Bayer (qui vécut avant qu'Hevelius ne crée la constellation) mais ultérieurement par Benjamin Gould en 1879,.